# Стена Япета
Стена Япета (англ. equatorial ridge of Iapetus) — кольцевой горный хребет, опоясывающий по экватору спутник Сатурна Япет. Название «стена Япета» не является официально утверждённым МАС, по его номенклатуре, этой структуре соответствуют Tortelosa Montes и Toledo Montes. Стена имеет высоту до 13 километров, до 20 километров ширины и длину 1300 километров. Данная геологическая структура была открыта космическим аппаратом «Кассини» 31 декабря 2004 года. На «светлой» стороне спутника (альбедо двух полушарий Япета очень отличаются — как у угля и свежевыпавшего снега) ярко выраженный хребет отсутствует, но зато имеется ряд отстоящих друг от друга горных пиков, проходящих также по линии экватора.
Существует гипотеза, что эти горы сформировались в результате опадения на поверхность спутника его кольца.